# Beryllocen
Beryllocen oder nach IUPAC-Nomenklatur Bis(η1,η5-cyclopentadienyl)beryllium(II), ist eine metallorganische Verbindung aus der Familie der Metallocene. Die farblose Substanz lässt sich bei −60 °C aus Petrolether in Form weißer Nadeln kristallisieren und zersetzt sich rasch bei Kontakt mit Luftsauerstoff und Wasser.

## Gewinnung und Darstellung
Beryllocen wurde erstmals 1959 durch Ernst Otto Fischer und Hermann Pankraz Hofmann aus Berylliumchlorid und Cyclopentadienylnatrium in Benzol oder Diethylether synthetisiert.
{\displaystyle \mathrm {BeCl_{2}+\ 2\ M(C_{5}H_{5})\ {\xrightarrow[{}]{Diethylether}}Be(C_{5}H_{5})_{2}+2\ MCl\ \ M=Na,K} }

## Eigenschaften

### Physikalische Eigenschaften
Im Gegensatz zu den ungeladenen Metallocenen der Übergangsmetalle V, Cr, Fe, Co, Ni, Ru und Os, die eine streng symmetrische und daher dipollose Struktur aufweisen, besitzt  Beryllocen ein deutliches Dipolmoment von 2,46 Debye (in Benzol), bzw. 2,24 Debye (in Cyclohexan), was auf eine Unsymmetrie des Moleküls hinweist. Im IR-Spektrum findet man Signale bei 1524, 1610, 1669, 1715 und 1733 cm−1, die ebenfalls belegen, dass die Struktur nicht der des Ferrocens entsprechen kann. Das 1H-NMR-Spektrum zeigt dagegen bis hinunter zu einer Temperatur von −135 °C nur ein Signal, was entweder auf eine symmetrische Struktur oder auf eine schnelle Fluktuation der Ringe hinweist.
Beryllocen zeigt je nach Aggregatzustand unterschiedliche Molekülgeometrien. In der Tieftemperatur-Röntgenstrukturanalyse zeigt sich eine slipped-Sandwich-Struktur, d. h. die Ringe sind gegeneinander versetzt – ein Ring ist η5 koordiniert mit einem Be-Cp-Abstand von 152 pm, der zweite nur η1 koordiniert (Be-Cp-Abstand: 181 pm). Der Grund für die η5,η1-Struktur ist, dass die Orbitale des Beryllocens nur mit maximal 8 Valenzelektronen besetzt werden können. In der Gasphase scheinen beide Ringe η5 koordiniert zu sein. Tatsächlich ist ein Ring deutlich weiter vom Zentralatom entfernt als der andere (190 und 147 pm) und die scheinbare η5-Koordination ist auf eine schnelle Fluktuation der Bindung zurückzuführen. Aufgrund von Gasphasen-Elektronenbeugungsuntersuchungen bei 120 °C wurde 1979 von Arne Haarland gefolgert, dass die beiden Ringe nur etwa 80 pm gegeneinander verschoben sind  und nicht η5,η1, sondern eher η5,η3 koordiniert sind.
Ernesto Carmon u. a. untersuchten mittels Röntgenstrukturanalyse die Struktur von Beryllocenen mit sterisch anspruchsvolleren Liganden: Be(C5Me4H)2 und Be(C5Me5)2. Dabei fanden sie, dass im Festkörper das Be(C5Me4H)2 eine slipped-Sandwich-Struktur mit η5,η1-Koordinierung hat, während das Be(C5Me5)2 die klassische η5,η5-Koordinierung zeigt. Im Kristall sind die Be-C-Abstände allerdings nicht gleich lang, sondern variieren zwischen 196,9(1) und 211,4(1) pm.

### Chemische Eigenschaften
In Tetrahydrofuran (THF) zersetzt sich Beryllocen relativ rasch unter Bildung eines gelblichen Gels. Beryllocenkristalle bilden mit Luftsauerstoff an der Oberfläche rasch eine Oxidschicht, während sie sich mit Wasser heftig zu Berylliumhydroxid und Cyclopentadien umsetzen.
{\displaystyle \mathrm {Be(C_{5}H_{5})_{2}+\ 2\ H_{2}O\ {\xrightarrow[{}]{}}\ Be(OH)_{2}+2\ C_{5}H_{6}} }
Wie Magnesocen bildet auch Beryllocen mit Eisen(II)-chlorid Ferrocen. Die Triebkraft ist dabei die Bildung des sehr stabilen Ferrocenmoleküls.
{\displaystyle \mathrm {Be(C_{5}H_{5})_{2}\ +\ FeCl_{2}{\xrightarrow[{}]{THF}}\ BeCl_{2}\ +Fe(C_{5}H_{5})_{2}\ } }

## Sicherheitshinweise
Beryllium und Berylliumverbindungen sind giftig und karzinogen.